# Sciara rotundipennis
Sciara rotundipennis är en tvåvingeart som först beskrevs av Macquart 1838.  Sciara rotundipennis ingår i släktet Sciara och familjen sorgmyggor. Inga underarter finns listade i Catalogue of Life.